# 尕海镇 (德令哈市)
尕海镇，是中华人民共和国青海省海西蒙古族藏族自治州德令哈市下辖的一个乡镇级行政单位。

## 行政区划
尕海镇下辖以下地区：
尕海街道社区、尕海村、郭里木新村、新源村、陶哈牧委会、努尔牧委会、富源村、东升村、泉水村、富康村、兴旺村和拓鑫村。